# Rougemont (Quebec)
Rougemont es un municipio de la provincia de Quebec, Canadá. Está ubicado en el condado regional de Rouville y a su vez, en la región administrativa de Montérégie. Hace parte de las circunscripciones electorales de Iberville a nivel provincial y de Shefford a nivel federal.

## Geografía
Rougemont se encuentra ubicada en las coordenadas 45°26′00″N 73°03′00″O / 45.43333, -73.05000. Según Statistics Canada, tiene una superficie total de 43,9 km² y es una de las 1134 localidades en las que está dividido administrativamente el territorio de la provincia de Quebec.

## Demografía
Según el censo de 2011, había 2723 personas residiendo en este municipio con una densidad poblacional de 62 hab./km². Los datos del censo mostraron que de las 2622 personas censadas en 2006, en 2011 hubo un aumento poblacional de 101 habitantes (3,9%). El número total de inmuebles particulares resultó de 1066 con una densidad de 24,28 inmuebles por km². El número total de viviendas particulares que se encontraban ocupadas por residentes habituales fue de 1036.